# Carangoides
Carangoides – rodzaj ryb z rodziny ostrobokowatych (Carangidae).

## Klasyfikacja
Gatunki zaliczane do tego rodzaju:
| - Carangoides armatus - Carangoides bajad - Carangoides bartholomaei - Carangoides chrysophrys - Carangoides ciliarius – karanks promienisty, kawala promienista - Carangoides coeruleopinnatus - Carangoides dinema - Carangoides equula - Carangoides ferdau - Carangoides fulvoguttatus - Carangoides gymnostethus | - Carangoides hedlandensis - Carangoides humerosus - Carangoides malabaricus – karanks malabarski, kawala malabarska - Carangoides oblongus - Carangoides orthogrammus - Carangoides otrynter - Carangoides plagiotaenia - Carangoides praeustus - Carangoides ruber – karanks baretka - Carangoides talamparoides - Carangoides vinctus |

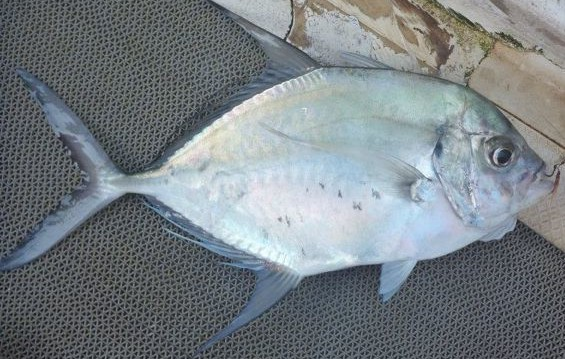
Carangoides armatus
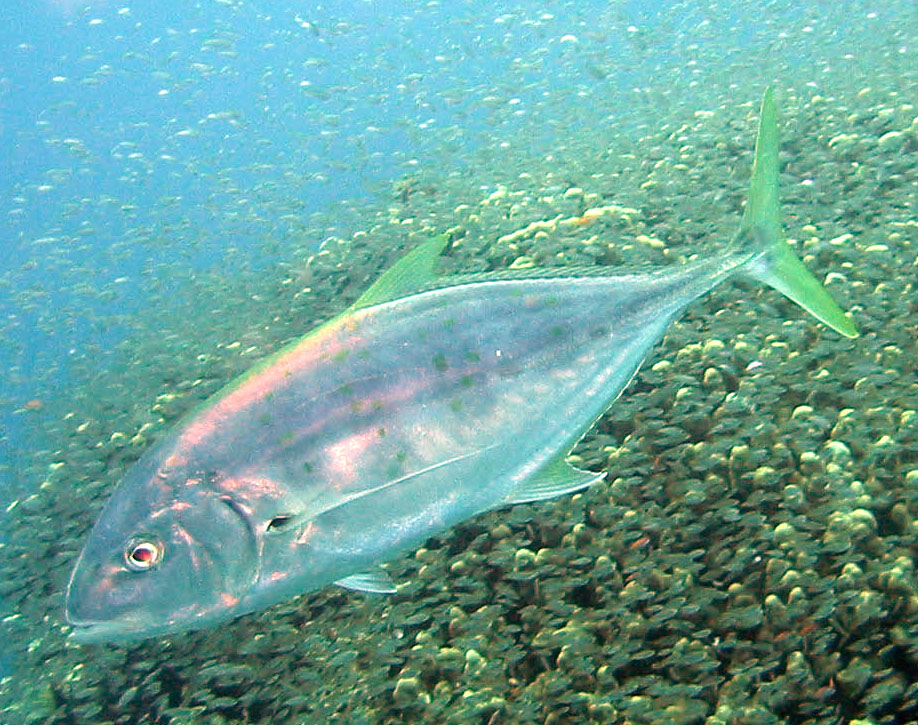
Carangoides bajad
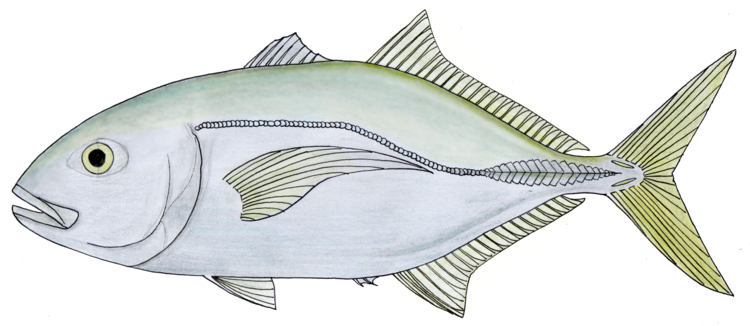
Carangoides bartholomaei
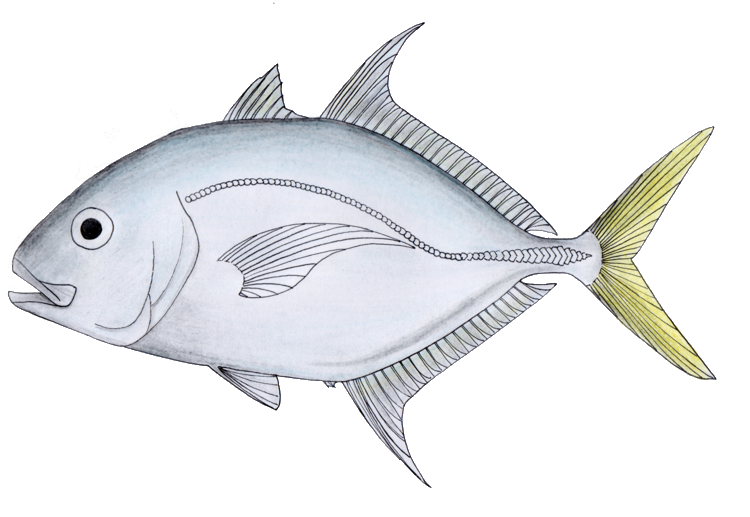
Carangoides chrysophrys
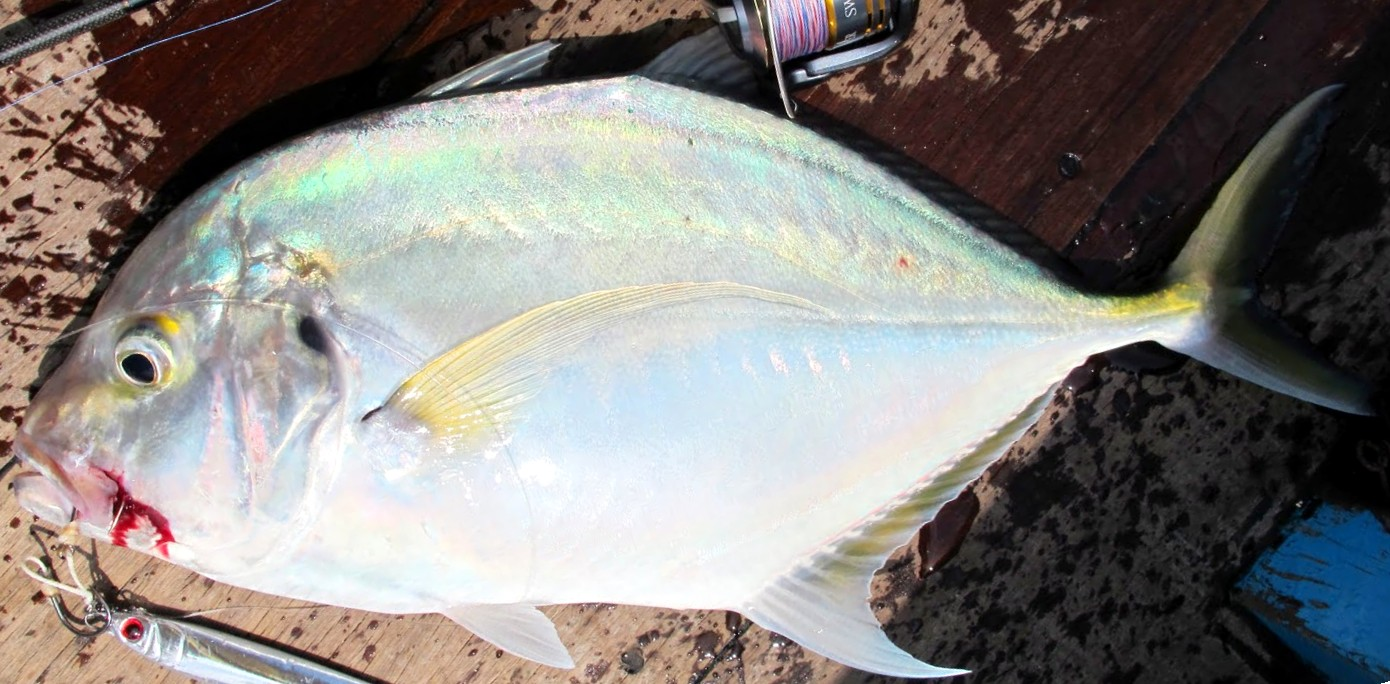
Carangoides coeruleopinnatus
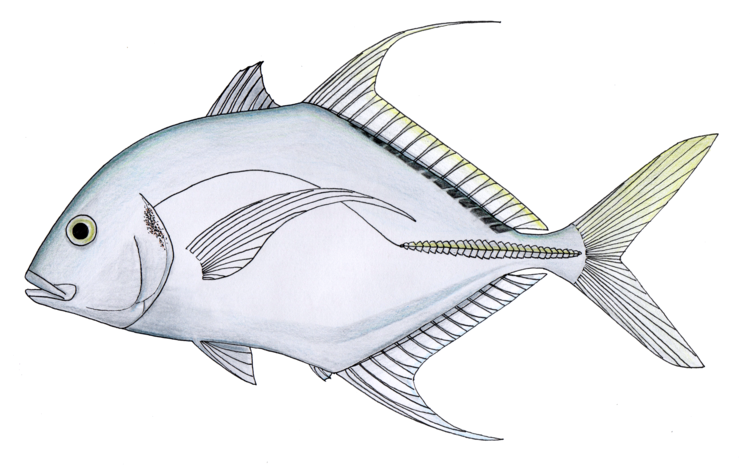
Carangoides dinema
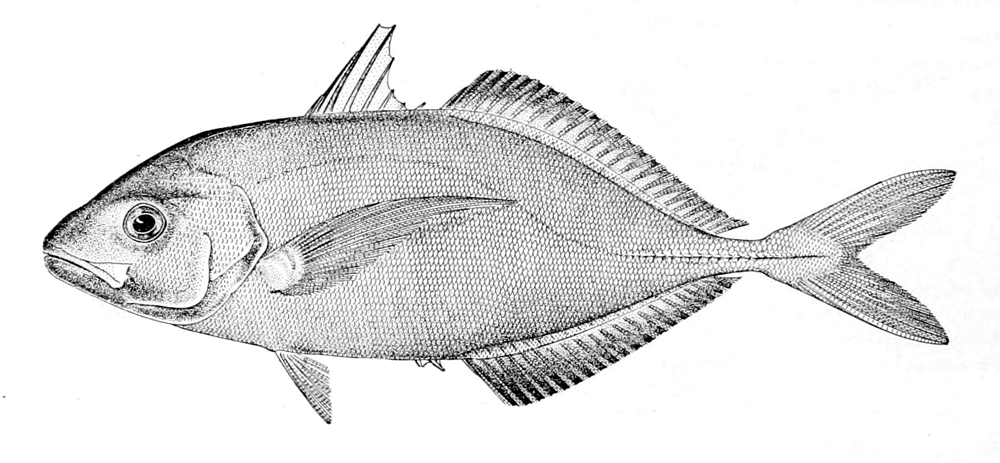
Carangoides equula
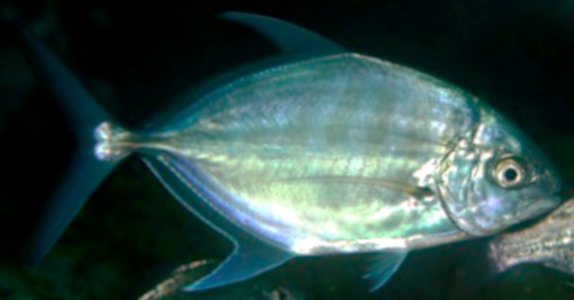
Carangoides ferdau
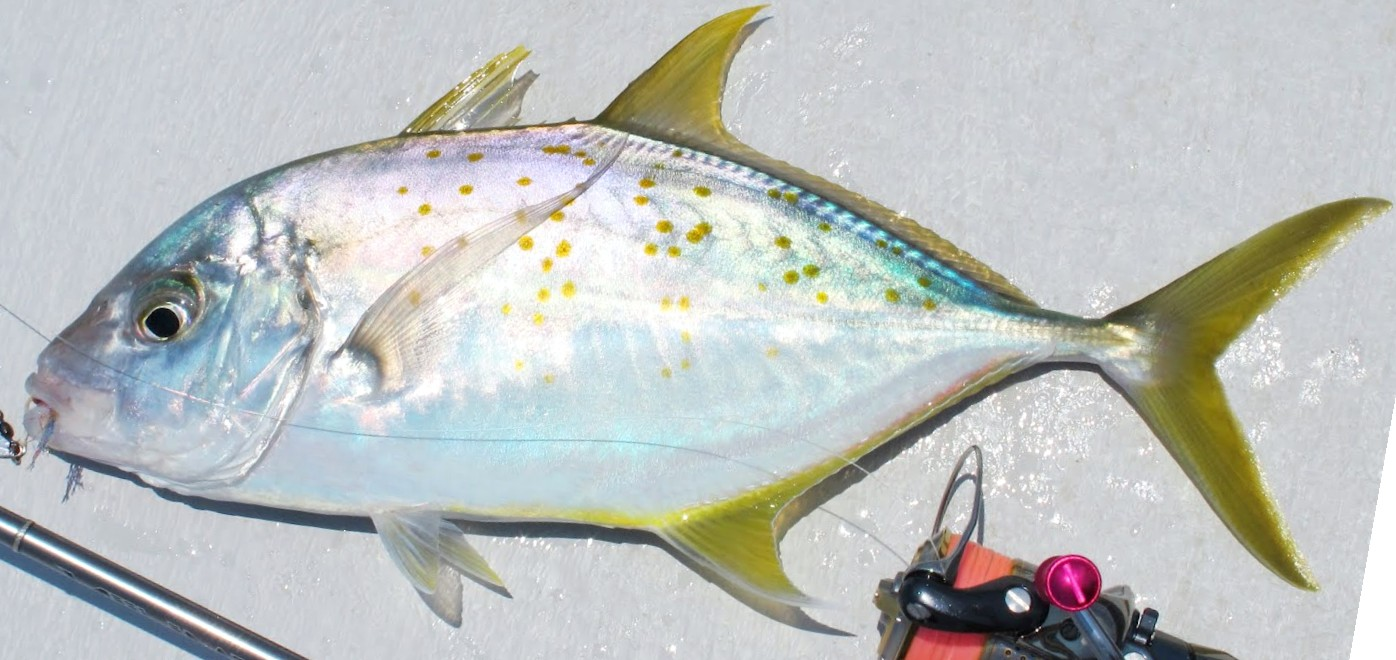
Carangoides fulvoguttatus
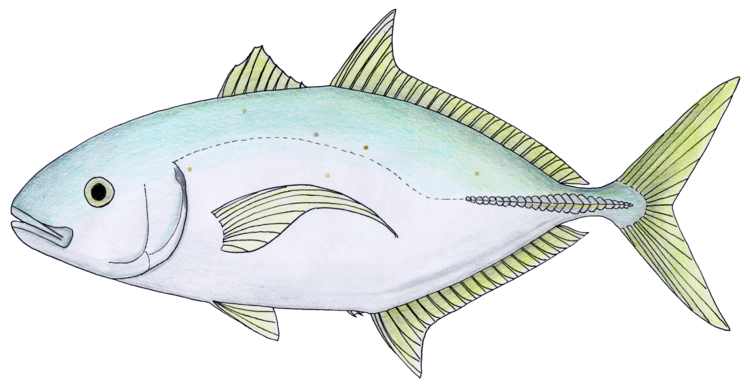
Carangoides gymnostethus
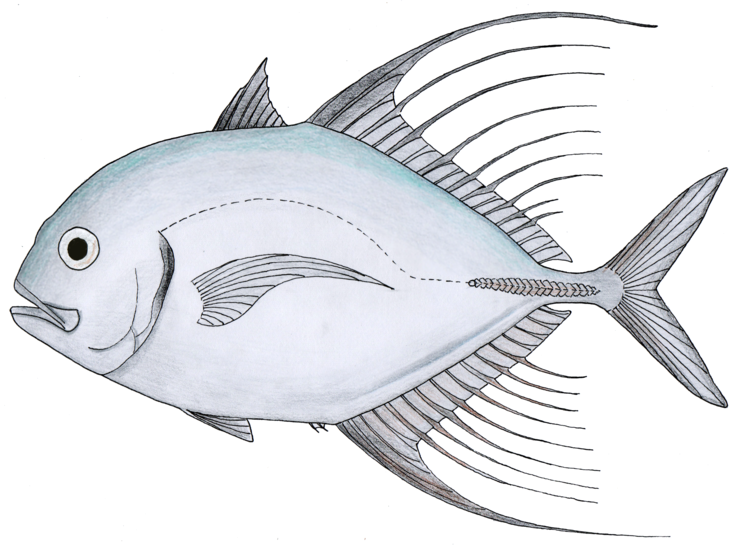
Carangoides hedlandensis
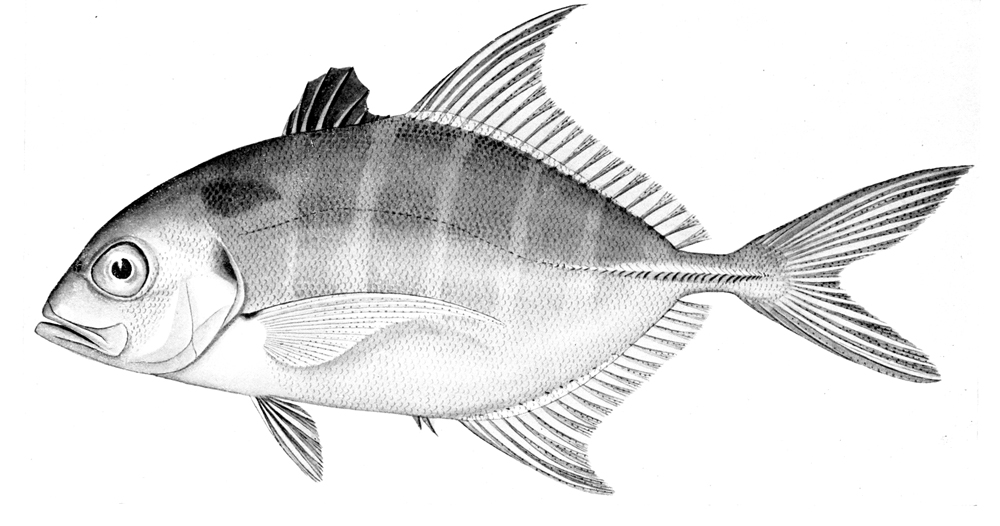
Carangoides humerosus
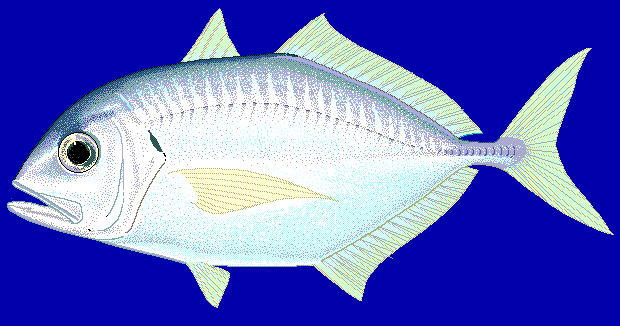
Carangoides malabaricus
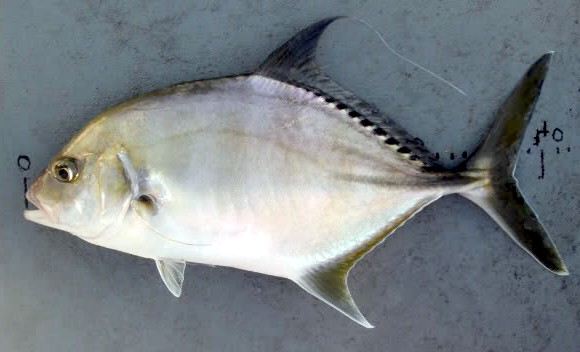
Carangoides oblongus
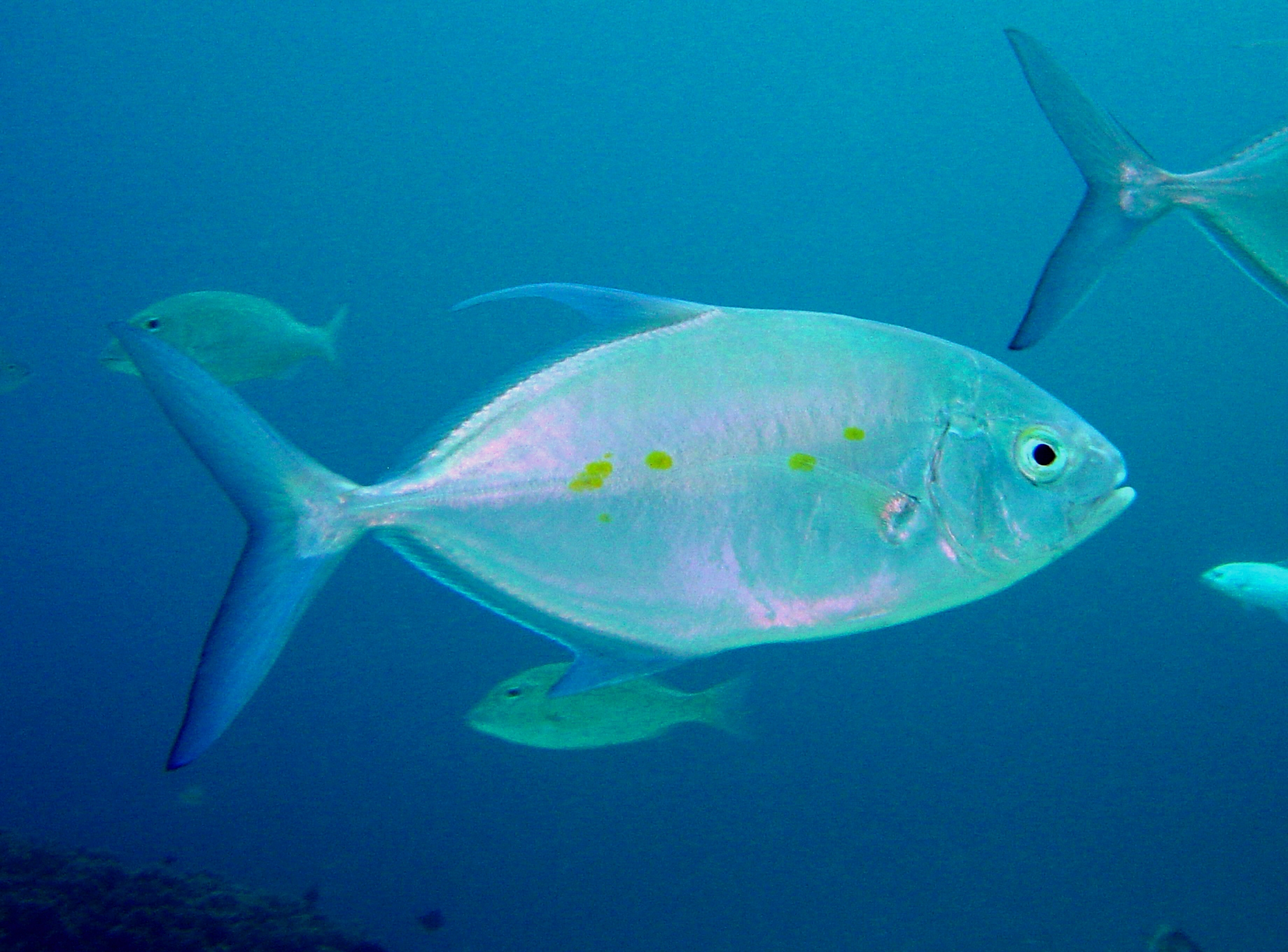
Carangoides orthogrammus
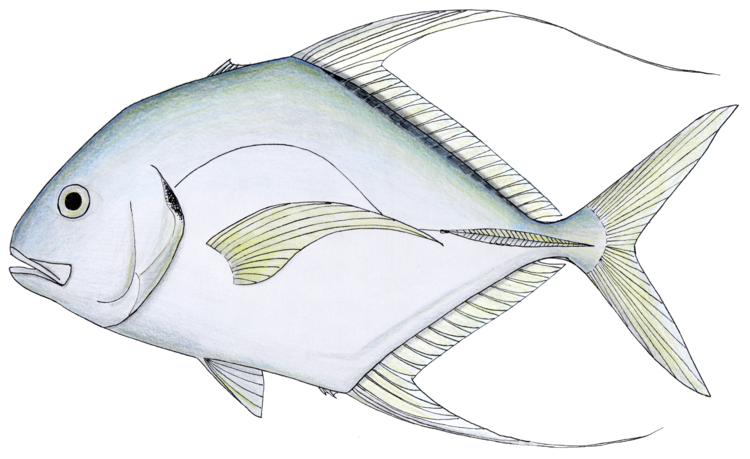
Carangoides otrynter
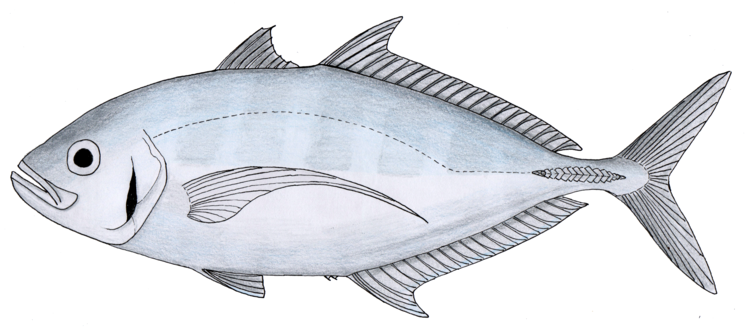
Carangoides plagiotaenia
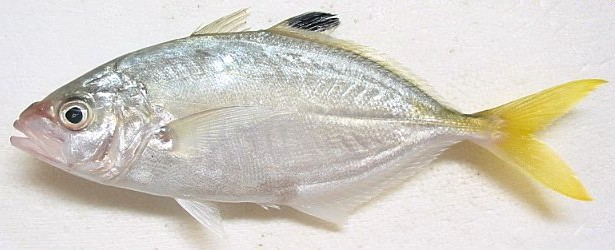
Carangoides praeustus
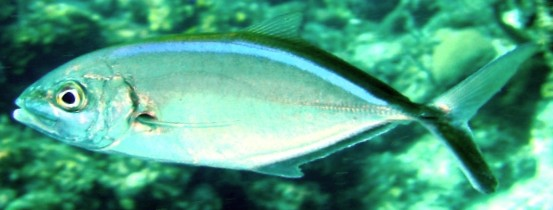
Carangoides ruber